# Saint-Saëns, Seine-Maritime

Saint-Saëns este o comună în departamentul Seine-Maritime, Franța. În 1 ianuarie 2022 avea o populație de 2.307 de locuitori.